# Scholen (Bruchhausen-Vilsen)
Scholen ist ein Ortsteil des Fleckens Bruchhausen-Vilsen im niedersächsischen Landkreis Diepholz, bis zur niedersächsischen Kreisreform 1977 lag Scholen im Landkreis Grafschaft Hoya. Zuvor wurde bereits die Samtgemeinde Scholen aufgelöst, der die Gemeinden Engeln, Oerdinghausen, Scholen und Weseloh angehörten. Vom 1. März 1974 bis zum 1. November 2011 war Scholen mit diesen Gemeinden Teil der selbstständigen Gemeinde Engeln, die mit Bruchhausen-Vilsen einen neuen Flecken Bruchhausen-Vilsen bildete. Historisch lag Scholen von 1885 bis 1932 im Kreis Hoya, nachdem das Amt Bruchhausen in diesem aufgegangen ist.

## Geographie und Verkehrsanbindung
Der Ort liegt südwestlich des Kernortes Bruchhausen-Vilsen. Die B 6 streift ihn im Osten und die Landesstraße L 202 durchquert ihn. 1897 beschloss Scholen, sich mit einer Stammeinlage von 12.000 Mark am Bau der Kleinbahn Hoya–Süstedt–Syke (mit Anschluss nach Asendorf) zu beteiligen.
Die gleichnamige Gemeinde Scholen liegt rund 17 km westlich an der B 61 in der Samtgemeinde Schwaförden.

## Persönlichkeiten

### Persönlichkeiten, die mit Scholen verbunden sind
- Rudi Carrell (1934–2006), lebte von Ende der 1960er bis Mitte der 1970er Jahre in einem umgebauten Bauernhaus in Scholen